# Medal dla Luksemburskich Ochotników Wojny 1940–1945
Medal dla Luksemburskich Ochotników Wojny 1940–1945 (luks. Médaille des Volontaires Luxembourgeois de la Guerre de 1940 1945) – luksemburskie odznaczenie wojskowe z okresu II wojny światowej.
Odznaczenie zostało ustanowione przez wielką księżnę Luksemburga Charlotte w dniu 12 września 1945 roku jako odznaczenie dla wyróżnienia obywateli Luksemburga uczestniczących w walce przeciwko okupacji niemieckiej zarówno w kraju jak i na obczyźnie.

## Zasady nadawania
Medal był nadawany obywatelom Luksemburga, którzy w okresie od 10 maja 1940 do 8 maja 1945 roku służyli na ochotnika w armiach państw walczących przeciwko III Rzeszy i brali udział w walkach przeciwko wojskom niemieckim. Medal nadawany był także uczestnikom ruchu oporu przeciwko okupacji niemieckiej zarówno na terenie Luksemburga jak również innych państwa będących pod okupacją niemiecką.
Medal mógł być nadawany pośmiertnie, wtedy otrzymywała go rodzina osoby nagrodzonej.

## Opis odznaki
Odznakę odznaczenia stanowi krzyż typu  maltańskiego, na który nałożona jest duża okrągła tarcza. Między ramionami krzyża umieszczone są dwa skrzyżowane miecze skierowane ostrzami do góry (widoczny tylko rękojeść oraz końcówka ostrza). Na awersie na tarczy znajduje się wizerunek Jana Luksemburskiego na koniu w stroju rycerza hrabiego Luksemburgu i króla Czech. Na okręgu tarczy znajduje się napis w języku łacińskim LUCEMBURGUM VIRTUTI (pol. Luksemburgu chwała). Na widocznym górnym ramieniu krzyża znajduje się napis CRÉCY, a na dolnym data 1346 (miejsce i data śmierci Jana Luksemburskiego). Na bocznych ramionach znajdują się liście dębowe i laurowe. Na rewersie na okrągłej tarczy znajduje się rysunek hełmu typu brytyjskiego pod nim data 1940 – 1945 w otoczony gałęziami z liści dębu. Na widocznych ramionach krzyża napisy w języku luksemburskim: ANGLETERRE / NORMANDIE (pol. Anglia / Normandia); AFRIQUE DU NORD / ITALIE (pol. Afryka Północna / Włochy); RHENANIE / EUROРЕ CENTRAL (pol. Dolina Renu / Europa Centralna); BELGIQUE / HOLLANDE (pol. Belgia / Holandia).
Medal zawieszony jest na wstążce w poziome białe i niebieskie paski, po bokach wąskie paski koloru czerwonego.